# Марія Магдалена Думітраке
Марія Магдалена Думітраке (3 травня 1977) — румунська академічна веслувальниця.
Олімпійська чемпіонка 2000 року в складі вісімки.
Чемпіонка світу 1998, 1999 років у складі вісімки.